# Anna Bauerová
Anna Bauerová (1. července 1929 – 17. listopadu 2019) byla česká kunsthistorička a spisovatelka. Napsala několik populárně-naučných knih a řadu historických románů. Zaměřovala se zejména na období, kdy v Čechách (resp. v Evropě) žili Keltové.

## Život
Vystudovala historii, kunsthistorii a muzeologii na Filozofické fakultě Karlovy univerzity v Praze. Působila v oblasti památkové péče a správě muzejních fondů ve Středočeském kraji, zpracovala publikaci Národní kulturní památky Středočeského kraje, připravila řadu výstav i stálých expozic. Ve vlastní tvorbě postupně přešla od literatury populárně-naučné k psaní historických románů.

## Dílo

### Odborná a populárně-naučná literatura
- Zlatý věk země Bójů. 1988
- Tisíc jmen v kalendáři. 1992
- Tajemství chrámových pokladů. 1993
- Keltové v Čechách. 1996
- Zlatý věk Keltů v Čechách. 2004

### Historické romány
- Návrat na pohoří Zlatého koně. 1978

- Srdce v kamenném kruhu. 1997 (Kronika země Bójů 1)
- Železný meč a zlatá ratolest. 2000 (Kronika země Bójů 2)
- Věčné návraty. 2000 (Kronika země Bójů 3)

- Zlatý kůň dcery bohů. 2002

- Sluneční cesta bójských králů. 2004
- Královna havranů. 2006
- Strážci zlatých kopí. 2006
- Císař gladiátorů. 2007
- Stradona. 2010
- Chyť vlka za uši. 2012
- Válka vlků. 2013
- César a gladiátor. 2018